# Acantopsis arenae
Acantopsis arenae är en fiskart som först beskrevs av Lin, 1934.  Acantopsis arenae ingår i släktet Acantopsis och familjen nissögefiskar. IUCN kategoriserar arten globalt som otillräckligt studerad. Inga underarter finns listade i Catalogue of Life.